# 7e régiment de parachutistes d'infanterie de marine
Le 7e régiment de parachutistes d'infanterie de marine est un régiment de parachutistes français créé à Quimper en 1949 sous le nom de 7e BCCP et dont la filiation remonte aux SAS de la Seconde Guerre mondiale. Il a été dissous le 1er mai 1965 à Dakar. Sa devise était « Au paquet ». Le 7e RPCS reprend ses traditions, il sera dissous en 1992 à Albi.
Le 7e RPC s’est appelé 7e RPOM (régiment de parachutistes d'outre-mer) pendant quelques mois en 1959.

## Création et dénominations
- Créé le 16 juillet 1949, il participe à la guerre d'Indochine. Hérité du 7e BCCP (bataillon colonial de commandos parachutistes) créé en AOF en 1947, il changera plusieurs fois de nom :
- Devenu 7e GCCP (groupement colonial de commandos parachutistes).
- Puis 7e BCCP (bataillon colonial de commandos parachutistes).
- Enfin 7e BPC (bataillon de parachutistes coloniaux).
- Dissolution du 7e BPC
- Le 1er juillet 1957, le 4e BCCP d’AOF devient le 7e RPC (régiment de parachutistes coloniaux).
- Devient en 1959 le 7e RPIMa (régiment parachutiste d'infanterie de marine).
- Le 7e RPIMa est dissous en 1965 à Dakar
- Ensuite 7e RPCS (régiment parachutiste de commandement et de soutien). Il sera dissous en 1992.

## Traditions

### Devise
« Au paquet »

### Drapeau
Il porte, cousues en lettres d'or dans ses plis, les inscriptions suivantes
Indochine 1950-1952-1954

## Chefs de corps
- Colonel Edmond Grall 1957-1959
- Lieutenant-colonel Cabestant 1959
- Colonel Langlais 1959
- Colonel Cortadellas

## Sources et bibliographie
- Collectif, Histoire des parachutistes français, Société de Production Littéraire, 1975.